# Frodo De Decker
Pour les articles homonymes, voir De Decker.
Frodo De Decker, né le 10 novembre 1981 à Anvers, est un auteur de bande dessinée, illustrateur et professeur de guitare belge néerlandophone.

## Biographie
Frodo De Decker naît le 10 novembre 1981 à Anvers,.
Il étudie le graphisme à l'LUCA School of Arts de Bruxelles. Il interrompt ses études au bout de deux ans pour se consacrer entièrement au dessin de bande dessinée. Il participe à des projets comme De Start van een Loopbaan [« Le Début de carrière »] et What's Your Excuse [« Quelle est votre excuse ? »], mais il s'oriente finalement vers la musique. Il développe ses compétences en tant que guitariste de jazz et enseigne dans plusieurs écoles de musique. Il revient à la bande dessinée en 2012, lorsque l'éditeur Syndikaat sort son premier album de bandes dessinées mettant en vedette le personnage Otto. Le livre contient une série de bande dessinée humoristique qui montre des influences variant d'Hergé à Lewis Trondheim. Dès 2014, la série est traduite en français et le premier tome est publié par Kramiek, suivi du second opus l'année suivante chez le même éditeur,,. La série est également traduite en Chine.
En 2017, il assiste Charel Cambré pour l'encrage du second tome de Philippe et Mathilde intitulé : Tournée générale publié chez le même éditeur.
De Decker conçoit la couverture de l'album de compilation Roots Dynamite (Stoffige Vingers, 2020).
En 2018, De Decker est l'un des nombreux artistes à rendre hommage au dessinateur de bande dessinée Merho dans le livre d'hommage Hoor Je Het Ook Eens Van Een Ander (2018). En 2020, il rejoint 75 auteurs de bande dessinée néerlandais et flamands pour apporter une contribution graphique à l'ouvrage collectif et gratuit Striphelden versus Corona (Oogachtend, Uitgeverij L, 2020). Le livre est destiné à soutenir les librairies de bandes dessinées qui ont dû fermer leurs portes pendant deux mois pendant le confinement au plus fort de la pandémie de Covid-19.
En 2023, De Decker clôt un diptyque de bande dessinée historique qui conte l'histoire de la Flandre, Het Verhaal van Vlaanderen. L'ouvrage est scénarisé par l'historien Harry De Paepe et est publié en complément de la série documentaire historique éponyme, diffusée sur la chaîne de télévision publique flamande VRT. Pour le scénariste, c'était la première fois qu'il s'exerce à un tel genre, tandis que pour le dessinateur, c'est la première fois qu'il travaille en collaboration. Au début, Harry De Paepe se concentre sur la recherche, tandis que De Decker illustre le tout. Mais après un certain temps, il est devenu évident que De Decker a besoin d’informations et d’images supplémentaires, qu’il a recherchées lui-même.
Il enseigne également le dessin de bande dessinée dans des ateliers, des camps et des cours scolaires, entre autres sous le nom de Kapitein Potlood [« Capitaine Crayon »].

### Vie privée
Frodo De Decker vit à Heist-op-den-Berg en 2023.

## Œuvres

### Albums de bande dessinée

#### Otto
- 1. Tome 1[4],[13], Kramiek, Bruxelles, 10 septembre 2014
Scénario, dessin et couleurs : Frodo De Decker -  (ISBN 9782889330003)
- 2. Tome 2[6],[7],[8], Kramiek, Genève, 25 mars 2015
Scénario, dessin et couleurs : Frodo De Decker -  (ISBN 9782889330164)

#### Philippe et Mathilde
- 2. Tournée générale, Ballon Comics, 1 novembre 2017
Scénario et dessin : Charel Cambré - Couleurs : Chantal Kashala -  (ISBN 978-90-633-4870-0),Lettrage : Frodo De Decker.

#### Livres
: document utilisé comme source pour la rédaction de cet article.
- Philippe Mellot, Michel Denni, Laurent Turpin et Isabelle Morzadec, Trésors de la bande dessinée : BDM 2023-2024 - Catalogue encyclopédique et Argus, Paris, Les Arènes, novembre 2022, 23e éd., 1677 p., ill. ; 23 cm (ISBN 9791037507280, OCLC 1351462460, présentation en ligne), p. 928. .